# アンドレ・ジダ
アンドレ・"ジダ"・アマド（Andre "Dida" Amado、1983年10月9日 - ）は、ブラジルの男性総合格闘家。リオデジャネイロ州リオデジャネイロ出身。Evolucao Thai所属。
若き日のヴァンダレイ・シウバを髣髴とさせるアグレッシブかつキレのある打撃を繰り出す。アグレッシブファイトスタイルが特徴。5人兄弟の次男であり、格闘家のマウリシオ・ヴェイオを実兄にもつ。
ニックネームは「dida（ジダ）」。名前の由来は少年時代、母親からプレゼントされたadidasのスニーカーを履き続けていたところ、「adidas」のロゴの最初の"a"と最後の"s"の文字が剥げ落ち、「dida」と見え、そのままの読みが愛称として呼ばれるようになったからだという。

## 来歴
ブラジル・クリチバで行なわれた総合格闘技大会「ストーム・サムライ」で3勝1分の成績を残した。
2006年2月9日、シュートボクシングの大会『NEO ΟΡΘΡΟΖ Series 1st』のメインで宍戸大樹と対戦。序盤に持ち前の強打を武器に宍戸を追い詰めるも、後半にスタミナ切れを起こし判定負けを喫した。この試合ではアマッド・アンドレイ、アンドレイ・ジダなどと発表されていた。
2007年3月12日、初参戦となったHERO'Sで高谷裕之と対戦し、打撃で高谷の鼻骨を折りドクターストップでTKO勝ち。入場時には額に「CB」（Chute Boxe）と書かれた青いストロングマシンマスクを被って入場した。
2007年7月16日、HERO'Sミドル級（-70kg）トーナメント1回戦で王者J.Z.カルバンとの対戦が決定する。しかし直前になってJZの怪我により対戦カードが変更され、リザーブファイトとしてアルトゥール・ウマハノフと対戦することになった。試合は序盤にジダの放ったフックがウマハノフのこめかみを捉え、そのままパンチラッシュでTKO勝ち。
JZの怪我が回復したため準決勝には参戦できなくなったが、今度はブラックマンバの怪我により、準決勝への参戦が決定。
2007年9月17日、HERO'S 2007 ミドル級世界王者決定トーナメントの準決勝で宇野薫と対戦、打撃で圧倒し判定勝ち。決勝ではJ.Z.カルバンと対戦、序盤は打撃の応酬となったがタックルでテイクダウンされ、最後は腕ひしぎ十字固めで一本負け。HERO'S初黒星を喫し、準優勝となった。準決勝、決勝とも入場時には額に「DIDA」と書かれたストロングマシンマスクを被って入場した。
2007年11月28日、兄ヴェイオと共に所属していたシュートボクセ・アカデミーを離脱し、ムリーロ・ニンジャ、マウリシオ・ショーグンらと共に新チームユニバーシダデ・ダ・ルタを結成した。
2008年3月15日、DREAM.1のライト級グランプリ1回戦でエディ・アルバレスと対戦、マウントパンチでTKO負け。
2008年7月7日、K-1 WORLD MAX 2008 FINAL8のスーパーファイトでレミギウス・モリカビュチスと対戦し、1RKO勝ち。
2009年4月21日、K-1 WORLD MAX 2009 World Championship Tournament FINAL16のトーナメント1回戦でブアカーオ・ポー.プラムックと対戦。1Rに左フックでダウンを奪うも、2R以降はスタミナ切れとなりブアカーオに盛り返され、延長R判定負けを喫した。入場時にはタイガーマスクの覆面を被って入場した。
2009年7月20日、DREAM.10で菊野克紀と対戦し、バックマウントパンチでTKO負けを喫した。
2010年3月22日、DREAM.13でKJ・ヌーンと対戦し、0-3の判定負けを喫し4連敗となった。
2010年7月5日、K-1 WORLD MAX 2010 FINAL16で長島☆自演乙☆雄一郎と対戦し、0-2の判定負けを喫した。
2010年10月20日、在住していたカナダのトロントで銃撃戦に巻き込まれ、頭部を負傷した。
2010年11月8日、K-1 WORLD MAX 2010 FINALのリザーブファイトで日菜太と対戦。1Rに左ミドルキック、2Rに左ハイキックでそれぞれダウンを奪われ、0-3の大差判定負けを喫した。

## 人物・逸話
- 尊敬する兄弟子ヴァンダレイ・シウバのことを実の兄のように慕い、日本でのデビュー戦では髪型（坊主頭に三本線の刈り込み）をシウバと同じにした[1]。
- 親交のある桜庭和志と同じように、覆面を被って入場することが恒例となっている。
- マウリシオ・ショーグンのトレーナーを務めていた事がある。

## 戦績

### 総合格闘技
| 総合格闘技 戦績 | 総合格闘技 戦績 | 総合格闘技 戦績 | 総合格闘技 戦績 | 総合格闘技 戦績 | 総合格闘技 戦績 | 総合格闘技 戦績 |
| --------------- | --------------- | --------------- | --------------- | --------------- | --------------- | --------------- |
| 12 試合         | (T)KO           | 一本            | 判定            | その他          | 引き分け        | 無効試合        |
| 6 勝            | 4               | 0               | 2               | 0               | 1               | 0               |
| 5 敗            | 3               | 1               | 1               | 0               | 1               | 0               |

| 勝敗 | 対戦相手                 | 試合結果                                  | 大会名                                                                             | 開催年月日     |
| ×    | KJ・ヌーン               | 2R（10分/5分）終了 判定0-3                | DREAM.13                                                                           | 2010年3月22日  |
| ×    | 菊野克紀                 | 1R 3:47 TKO（バックマウントパンチ）       | DREAM.10 ウェルター級グランプリ2009 決勝戦                                         | 2009年7月20日  |
| ×    | エディ・アルバレス       | 1R 6:47 TKO（マウントパンチ）             | DREAM.1 ライト級グランプリ2008 開幕戦 【ライト級グランプリ 1回戦】                 | 2008年3月15日  |
| ×    | J.Z.カルバン             | 1R 4:48 腕ひしぎ十字固め                  | HERO'S 2007 ミドル級世界王者決定トーナメント決勝戦 【ミドル級トーナメント 決勝】   | 2007年9月17日  |
| ○    | 宇野薫                   | 5分3R終了 判定3-0                         | HERO'S 2007 ミドル級世界王者決定トーナメント決勝戦 【ミドル級トーナメント 準決勝】 | 2007年9月17日  |
| ○    | アルトゥール・ウマハノフ | 1R 1:20 TKO（スタンドパンチ連打）         | HERO'S 2007 ミドル級世界王者決定トーナメント開幕戦                                 | 2007年7月16日  |
| ○    | 高谷裕之                 | 1R 3:29 TKO（ドクターストップ：鼻の骨折） | HERO'S 2007 開幕戦 〜名古屋初上陸〜                                                | 2007年3月12日  |
| ○    | フェリペ・ボルジェス     | 1R 0:20 TKO（パンチ連打）                 | Storm Samurai 12                                                                   | 2006年11月25日 |
| △    | クラウジオ・マトス       | 5分3R終了 ドロー                          | Storm Samurai 8                                                                    | 2005年7月2日   |
| ○    | セルジオ・ヴィエイラ     | 1R 4:40 KO（踏みつけ）                    | Storm Samurai 6                                                                    | 2005年3月19日  |
| ○    | レアンドロ・ソウザ       | 5分3R終了 判定                            | Storm Samurai 4                                                                    | 2004年8月7日   |
| ×    | パトリシオ・ピットブル   | 1R終了時 TKO                              | Desafio: Natal vs Nordeste                                                         | 2004年3月9日   |

### キックボクシング
| キックボクシング 戦績 | キックボクシング 戦績 | キックボクシング 戦績 | キックボクシング 戦績 | キックボクシング 戦績 | キックボクシング 戦績 | キックボクシング 戦績 |
| --------------------- | --------------------- | --------------------- | --------------------- | --------------------- | --------------------- | --------------------- |
| 5 試合                | (T)KO                 | 判定                  | その他                | 引き分け              | 無効試合              |                       |
| 1 勝                  | 1                     | 0                     | 0                     | 0                     | 0                     |                       |
| 4 敗                  | 0                     | 4                     | 0                     | 0                     | 0                     |                       |

| 勝敗 | 対戦相手                    | 試合結果                 | 大会名 | 開催年月日    |
| ×    | 日菜太                      | 3R終了 判定0-3           | K-1 WORLD MAX 2010 -70kg World Championship Tournament FINAL 【リザーブファイト】                                                                 | 2010年11月8日 |
| ×    | 長島☆自演乙☆雄一郎          | 3R終了 判定0-2           | K-1 WORLD MAX 2010 〜-70kg World Championship Tournament FINAL16 / -63kg Japan Tournament FINAL〜 【-70kg World Championship Tournament FINAL16】 | 2010年7月5日  |
| ×    | ブアカーオ・ポー.プラムック | 3R+延長R終了 判定0-3     | K-1 WORLD MAX 2009 World Championship Tournament FINAL16 【1回戦】                                                                                | 2009年4月21日 |
| ○    | レミギウス・モリカビュチス  | 1R 1:43 KO（右アッパー） | K-1 WORLD MAX 2008 World Championship Tournament FINAL8 【スーパーファイト】                                                                      | 2008年7月7日  |
| ×    | 宍戸大樹                    | 5R終了 判定0-3           | SHOOT BOXING NEO ΟΡΘΡΟΖ Series 1st | 2006年2月9日  |